# Xysticus ferrugineus
Xysticus ferrugineus es una especie de araña cangrejo del género Xysticus, orden Araneae. Fue descrita científicamente por Menge en 1876.

## Distribución geográfica
Se distribuye por Europa, Turquía y China.